# تاتار (قبادلی)
تاتار (ترکی آذربایجانی: Tatar) یک منطقهٔ مسکونی در جمهوری آرتساخ است که در استان کاشاتاق واقع شده‌است.